# Federico Berruti
Federico Berruti (Savona, 31 gennaio 1967) è un politico italiano, sindaco di Savona dal 2006 al 2016.

## Biografia
Ha conseguito la maturità scientifica al liceo Grassi di Savona e successivamente la laurea in Economia politica presso l'Università commerciale Luigi Bocconi con votazione 110/110 e lode. Ha quindi intrapreso la carriera accademica presso il medesimo ateneo insegnando Economia degli intermediari finanziari dal 1991 al 2000. È inoltre iscritto all'albo dei Dottori commercialisti ed esperti contabili. 
Dal luglio del 2004 al febbraio del 2006 è stato vicepresidente della Provincia di Savona. In tale anno si è candidato come indipendente di area DS alle elezioni amministrative a sindaco della propria città per L'Unione, venendo eletto al primo turno del 28 maggio con il 59,52% dei voti, battendo l'avversario della Casa delle Libertà Vincenzo Delfino. Nel 2007 ha aderito al Partito Democratico. 
Si ricandida per le elezioni amministrative del 2011 e viene rieletto al primo turno con il 57,99% dei voti. Resta in carica fino al 2016.